# Ірано-киргизькі відносини
Ірано-киргизькі відносини — двосторонні дипломатичні відносини між Іраном та Киргизстаном.

## Історія
У 1992 Іран та Киргизстан встановили дипломатичні відносини.
У 2013 президент Ірану Хасан Рухані здійснив свій перший на посаді іноземний офіційний візит до Бішкеку для участі в саміті Шанхайської організації співробітництва.
У 2015 президент Киргизстану Алмазбек Атамбаєв прибув до Тегерана, де провів переговори з президентом Ірану Хасаном Рухані.
У квітні 2017 міністр закордонних справ Киргизстану Ерлан Абдилдаєв зустрівся в Бішкеку зі своїм іранським колегою Мохаммадом Джавадом Заріфом з нагоди 25 років з дня встановлення дипломатичних відносин.

## Торгівля
Експорт Ірану до Киргизстану: одяг, горіхи, фарби та покриття для підлоги.
Експорт Киргизстану до Ірану: м'ясо, зерно і сталь. За словами міністра фінансів Ірану, підписана з Киргизстаном Угода про преференційну торгівлю з часом може бути розширена до Угоди про вільну торгівлю, що призведе до збільшення товарообігу між країнами.
Іран і Киргизстан підписали угоди про співпрацю у сфері транспортних, митних та торговельно-економічних відносин. Країни взаємодіють у сферах освіти, культури, подорожей, митниці, фінансів, боротьби зі злочинністю (зокрема з торгівлею людьми).
У 2008 Іран пообіцяв Киргизстану надати фінансову допомогу на 200 мільйонів євро для реалізації економічних проектів. Іранські компанії брали участь у будівництві автомагістралі, що з'єднує Бішкек та Ош. Країни планували збільшити річний товарообіг до 100 мільйонів доларів США.
У липні 2012 депутат Жогорку Кенеш Акилбек Жапаров прибув до Ірану для ведення переговорів, у ході яких іранська сторона виявила бажання вкласти більше 1 мільярда доларів США у короткострокові проекти та понад 10 мільярдів доларів США у довгострокові проекти в Киргизстані.
За перші 10 місяців 2016 обсяг товарообігу між країнами становив суму 12,3 млн. доларів США, що перевищило аналогічні показники за аналогічний період минулого року на 82,7 %. Крім того, Іран і Киргизстан дійшли згоди відкрити пряме авіасполучення між країнами в майбутньому.
У 2018 обсяг товарообігу склав суму понад 44 млн. доларів США.

## Дипломатичні представництва
- Іран має посольство в Бішкеку[9].
- Киргизія містить посольство в Тегерані[10].